# Široka Rijeka
Široka Rijeka is een plaats in de gemeente Vojnić in de Kroatische provincie Karlovac. De plaats telt 126 inwoners (2001).